# Wildsee (Pizol)
De Wildsee is een bergmeer in het Zwitserse kanton Sankt Gallen. Het meer ligt op een hoogte van 2438 meter boven zeeniveau.